# Sidcley
Sidcley Ferreira Pereira (Vila Velha, 13 maggio 1993) è un calciatore brasiliano, difensore o centrocampista del Botafogo-PB.

## Caratteristiche tecniche
È un terzino sinistro.

## Statistiche

### Presenze e reti nei club
Statistiche aggiornate al 18 agosto 2021.
| Stagione                   | Squadra                    | Campionato                 | Campionato | Campionato | Coppe nazionali | Coppe nazionali | Coppe nazionali | Coppe continentali | Coppe continentali | Coppe continentali | Altre coppe | Altre coppe | Altre coppe | Totale | Totale | Totale |
| Stagione                   | Squadra                    | Comp                       | Pres       | Reti       | Comp            | Pres            | Reti            | Comp               | Pres               | Reti               | Comp        | Pres        | Reti        | Pres   | Reti   |        |
| -------------------------- | -------------------------- | -------------------------- | ---------- | ---------- | --------------- | --------------- | --------------- | ------------------ | ------------------ | ------------------ | ----------- | ----------- | ----------- | ------ | ------ | ------ |
| 2013                       | Catanduvense               | A2/SP                      | 22         | 1          |                 | -               | -               |                    | -                  | -                  |             | -           | -           | 22     | 1      |        |
| 2014                       | Atlético Paranaense        | A1/SP+A                    | 11+7       | 0          | CB              | 0               | 0               |                    | -                  | -                  |             | -           | -           | 18     | 0      |        |
| 2015                       | Atlético Paranaense        | A1/SP+A                    | 4+24       | 0          | CB              | 0               | 0               |                    | -                  | -                  |             | -           | -           | 28     | 0      |        |
| 2015                       | Atl. Goianiense            | A1/SG+A                    | 4+10       | 1+0        | CB              | 4               | 0               |                    | -                  | -                  |             | -           | -           | 18     | 1      |        |
| 2016                       | Atlético Paranaense        | A1/SP+A                    | 12+26      | 0          | CB+PL           | 5+3             | 0               |                    | -                  | -                  |             | -           | -           | 46     | 0      |        |
| 2017                       | Atlético Paranaense        | A1/SP+A                    | 6+35       | 0+6        | CB              | 4               | 0               |                    | -                  | -                  |             | -           | -           | 45     | 6      |        |
| Totale Atlético Paranaense | Totale Atlético Paranaense | Totale Atlético Paranaense | 125        | 6          |                 | 12              | 0               |                    | -                  | -                  |             | -           | -           | 137    | 6      |        |
| 2018                       | Corinthians                | A1/SP+A                    | 8+11       | 0          | CB              | 2               | 0               |                    | -                  | -                  |             | -           | -           | 21     | 0      |        |
| 2018-2019                  | Dinamo Kiev                | PL                         | 17         | 1          | KU              | 1               | 0               | UCL+UEL            | 0+5                | 0                  | SU          | 0           | 0           | 23     | 1      |        |
| 2020                       | Corinthians                | A1/SP+A                    | 7+9        | 0          | CB              | 1               | 0               |                    | -                  | -                  |             | -           | -           | 17     | 0      |        |
| Totale Corinthians         | Totale Corinthians         | Totale Corinthians         | 35         | 0          |                 | 3               | 0               |                    | -                  | -                  |             | -           | -           | 38     | 0      |        |
| gen.-giu. 2021             | Dinamo Kiev                | PL                         | 7          | 2          | KU              | 1               | 0               | UCL+UEL            | -+0                | -+0                | SU          | -           | -           | 8      | 2      |        |
| ago. 2021                  | Dinamo Kiev                | PL                         | 2          | 0          | KU              | 0               | 0               | UCL                | 0                  | 0                  | SU          | 0           | 0           | 2      | 0      |        |
| Totale Dinamo Kiev         | Totale Dinamo Kiev         | Totale Dinamo Kiev         | 26         | 3          |                 | 2               | 0               |                    | 5                  | 0                  |             | 0           | 0           | 33     | 3      |        |
| 2021-2022                  | PAOK                       | SL                         | 24         | 1          | CG              | 4               | 0               | UECL               | 8                  | 1                  | -           | -           | -           | 36     | 2      |        |
| Totale carriera            | Totale carriera            | Totale carriera            | 210        | 10         |                 | 21              | 0               |                    | 13                 | 1                  |             | 0           | 0           | 244    | 11     |        |

## Palmarès

### Competizioni statali
- Campionato Paranaense: 1

Atl. Paranaense: 2016
- Campionato paulista: 1

Corinthians: 2018

### Competizioni nazionali
- Supercoppa d'Ucraina: 2

Dinamo Kiev: 2018, 2019
- Campionato ucraino: 1

Dinamo Kiev: 2020-2021
- Coppa d'Ucraina: 1

Dinamo Kiev: 2020-2021